# 查斯卡奧爾科山 (南利佩斯縣)
21°51′40″S 66°41′55″W / 21.86111°S 66.69861°W
查斯卡奧爾科山（Ch'aska Urqu），是玻利維亞的山峰，位於該國西南部波托西省南利佩斯县，處於莫羅科山以西，屬於安第斯山脈的一部分，海拔高度4,640米。